# Guneš
Guneš (Гунеш) někdy VIA Guneš byla sovětská a turkmenská populární hudební skupina vytvořená v roce 1970 původně jako vokální a instrumentální ansámbl (VIA) pro turkmenské národní rádio a televizi. Hlavními představiteli byli turkmenský národní umělec Myrat Sadykow (Murad Sadykov) a ruský (kazachstánský) jazzový skladatel, hudebník (kapelník) Oleg Klimovič Koroljov. Skupinou prošla mezi lety 1970–1986 řada sovětských hudebníků z nichž nejvýraznějšími byli bubeník Rişat Şafi (Rišad Šafijev) a po hudební (jazzové) stránce saxofonista Stanislav (Stas) Morozov nebo trumpetista Alexandr Stasjukevič.

## Historie
Koncem šedesátých let dvacátého století pověřil výbor pro rozhlasové a televizní vysílání Turkmenské SSR národního umělce Myrata Sadykowa k vytvoření populární hudební skupiny. Sadykow pozval do Ašchabadu jazzového hudebníka Olega Koroljova a v roce 1970 vzniknul vokální a instrumentální ansámbl (VIA) Guneš (v turkmenském překladu „Slunce“). Jelikož turkmenští hudebníci neměli zažité typické jazzové nástroje tvořili hudební těleso v prvních letech převážně pozvaní hudebnící z celého Sovětského svazu.

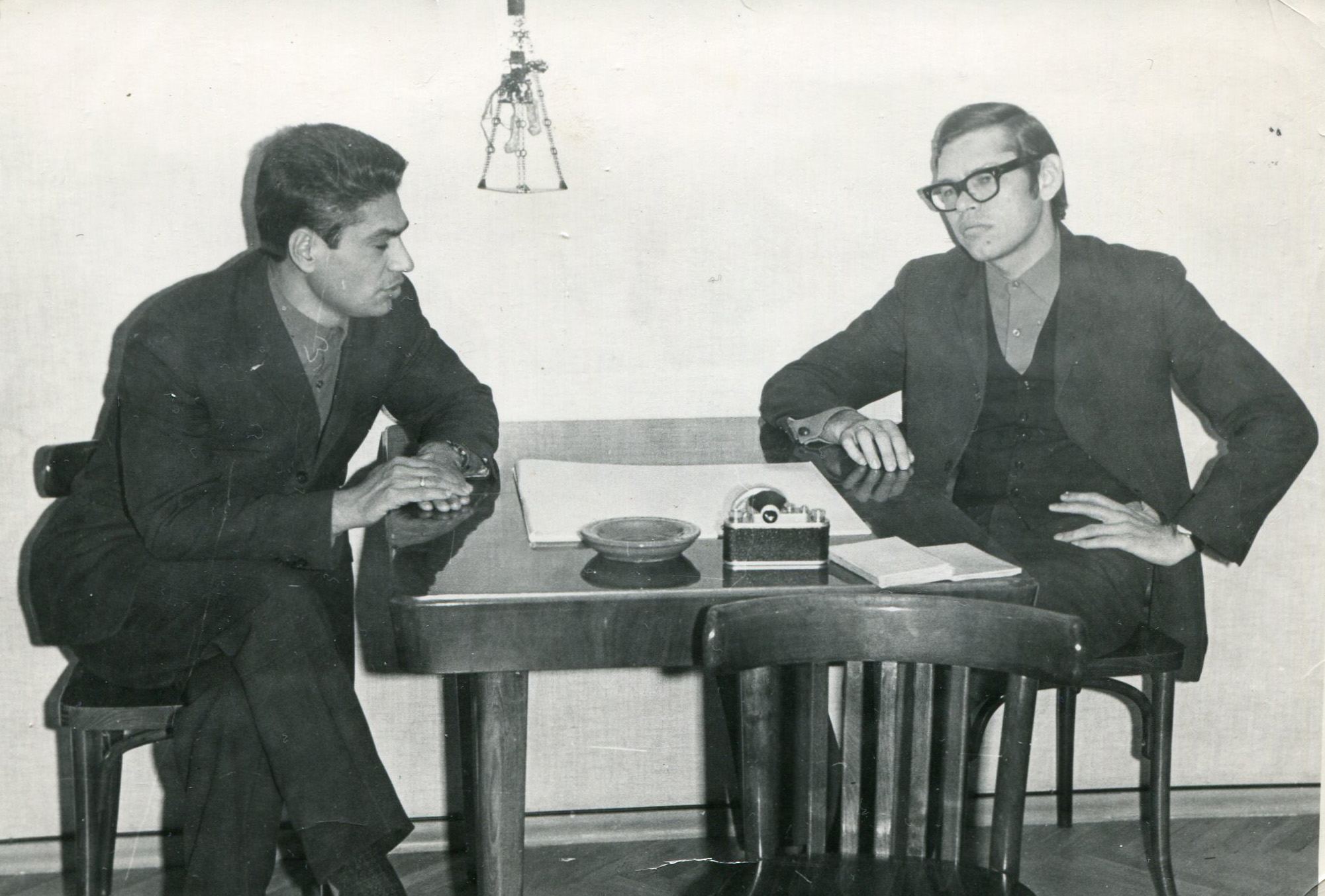
Myrat Sadykow a Oleg Koroljov okolo roku 1970

V roce 1976 s Gunešem na několik let ukončil spolupráci z rodinných důvodů Oleg Koroljov. Na jeho místo nastoupil turkmenský hudebník Şamämmet Bäşimow, který však neměl zkušenosti z jazzovým aranžmá. Funkci aranžéra pro jazzové skladby tak neoficiálně zastával saxofonista Stanislav Morozov. V roce 1980 vydala skupina své první album, kde většinu skladeb aranžoval právě Morozov a slavila úspěch na prvním sovětském jazz-rockovém festivalu v gruzínském Tbilisi. V roce 1981 se do skupiny vrátil na pozici hudebního ředitele Koroljov. Skupina se rozpadla v polovině osmdesátých let dvacátého století, oficiálně v roce 1986. Důvodem byly neshody ohledně nového hudebním směřování se státním aparátem Turkmenské SSR.
Po rozpadu Sovětského svazu v roce 1991 téměř všichni bývalý členové Guneše z nově vzniklého Turkmenistánu odešli. Oleg Koroljov odešel do ruského Noginsku, Stanislav Morozov se usadil v Německu. Bubeník Rişat Şafi, který žil v devadesátých letech dvacátého století v Rusku se několikrát snažil slávu Guneše komerčně zúžitkoval. Z důvodu toho některé zdroje uvádějí rozpad skupiny na přelomu dvacétého a dvacátého prvního století.

## Vybraní umělci
- Şamämmet Bäşimow (zpěv)
- Ylýas Rejepow (kytara)
- Stanislav Morozov (saxofon)
- Rişat Şafiýew (bicí)
- Michail Lagunsov (kytara)
- Alexandr Stasjukevič (trubka)
- Şamil Kurbanow (trubka)
- Ýusup Aliýew (trombon)
- Gasan Mamedov (housle)
- Myrat Sadykow (zpěv)
- Berdimyrat Berdiýew (zpěv)
- Gülşirin Alyjanowa (zpěv)
- Hajyreza Ezizow (zpěv)
- Ata Atajanow (texty)
- Orazguly Annaýew (texty)
- Hudaýguly Allamyradow (texty)
- Gözel Şagulyýewa (texty)
- Atamyrat Atabaýew (texty)
- Annaberdi Agabaýew (texty)

## Diskografie[1]
- 1980 – Guneš
- 1984 – Vižu Zemlju (Вижу Землю)